# سیارک ۷۲۳

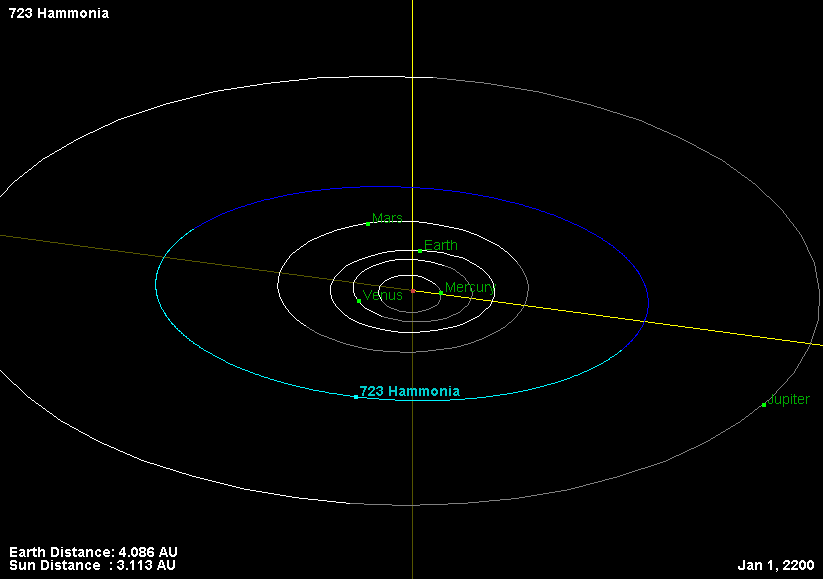
مدار گردش سیارک ۷۲۳

سیارک ۷۲۳ (به انگلیسی: 723 Hammonia، نامگذاری:1911NB) هفتصد و بیست و سومین سیارک کشف شده‌است که در ۲۱ اکتبر ۱۹۱۱ و در وین کشف شد.
قدر مطلق سیارک برابر ۹٫۷۰ است.